# Storaggan
Storaggan är en sjö i Åsele kommun i Lappland och ingår i Lögdeälvens huvudavrinningsområde. Sjön har en area på 0,281 kvadratkilometer och ligger 261,5 meter över havet. Storaggan ligger i Lögdeälven Natura 2000-område. Sjön avvattnas av vattendraget Lögdeälven (Lögdån).

## Delavrinningsområde
Storaggan ingår i det delavrinningsområde (711118-163788) som SMHI kallar för Utloppet av Storaggan. Medelhöjden är 341 meter över havet och ytan är 3,9 kvadratkilometer. Räknas de 89 avrinningsområdena uppströms in blir den ackumulerade arean 806,25 kvadratkilometer. Avrinningsområdets utflöde Lögdeälven (Lögdån) mynnar i havet. Avrinningsområdet består mestadels av skog (73 procent). Avrinningsområdet har 0,28 kvadratkilometer vattenytor vilket ger det en sjöprocent på 7,2 procent.